# Erzbistum Palermo
Das Erzbistum Palermo (lat.: Archidioecesis Panormitana, ital.: Arcidiocesi di Palermo) ist eine auf Sizilien gelegene Diözese der römisch-katholischen Kirche. Sie ist das Metropolitanbistum der Kirchenprovinz Palermo in der Kirchenregion Sizilien, ihre Suffraganbistümer sind das Erzbistum Monreale, das Bistum Cefalù, das Bistum Mazara del Vallo und das Bistum Trapani.

## Geschichte
Das Bistum Palermo führt seinen Ursprung auf das 1. Jahrhundert n. Chr. zurück. Frühchristliche Zeugnisse gibt es beispielsweise in der Katakombe an der Porta Ossuna in Palermo.
Das Bistum Palermo war das einzige Bistum Siziliens, das die arabische Vorherrschaft auf Sizilien überdauerte. Nach der normannischen Eroberung Siziliens wurde der griechische Erzbischof Nikodemus, der in der Kirche San Ciriaco amtierte, 1072 wieder in den Besitz der Kathedrale gesetzt, die zur Moschee umgewandelt worden war. 1083 ist in dem bislang byzantinischen Bistum als Nachfolger der Lateiner Alcherius belegt. Suffragane erhält Palermo allerdings erstmals 1131 durch Anaklet II., obwohl in der Urkunde Gregors VII. davon bereits in allgemeiner Form die Rede ist. Da in Palermo der Herzog Robert Guiskard sich einen Teil der Stadtherrschaft gesichert hatte, konnte das Bistum gegenüber Roger I. zunächst eine relativ unabhängige Stellung bewahren. 1130 hat Anaklet II. dem Erzbischof Petrus die Konsekration von drei Bischöfen in Sizilien zugewiesen, von Innozenz II. wurde diese Maßnahme widerrufen. Hadrian IV. hat dann 1156 Agrigent, Mazara und Malta als Suffragane zugewiesen.
Das führte dazu, dass Wilhelm II. 1176 das Erzbistum Monreale als politisches Gegengewicht vor den Toren Palermos gründete.
Das Erzbistum Palermo war zwar das bevölkerungsreichste Bistum Siziliens, hatte aber nie ein besonders großes Territorium. Im 19. Jahrhundert wurde ihm ein Teil des Territoriums des Bistums Agrigent hinzugefügt. 1937 trat es die byzantinische Pfarrei San Nicolò dei Greci (an der Kirche La Martorana in Palermo) und einige Gemeinden an die neu gegründete Eparchie Piana degli Albanesi ab.